# ابن عائشة (لاردة)
ابن عائشة هي بلدية في مقاطعة لاردة في قطلونية بإسبانيا.